# Thom Kallor
Thom Kallor è un personaggio dei fumetti creato da Otto Binder e George Papp, pubblicato dalla casa editrice statunitense DC Comics. Si tratta di un supereroe originario del XXX secolo dove ha preso il nome Starboy ed è stato a lungo membro della Legione dei Supereroi. Dopo aver compiuto un viaggio temporale nel primo decennio degli anni duemila, è stato membro dell'ultima incarnazione Justice Society of America con il nome di Starman VIII. Dopo gli avvenimenti della saga Flashpoint (dal 2011) la continuity del personaggio è stata revisionata.

## Biografia del Personaggio

### Origini
Thom è nato nel XXX secolo da due genitori originari del pianeta Xanthu. Durante la sua nascita si trovava a bordo di un osservatorio spaziale dove il padre, come astronomo, stava facendo ricerche per catturare e riutilizzare l'energia stellare. Probabilmente queste circostanze donano al neonato la capacità di usare tale energia per aumentare la massa e la gravità degli oggetti. Da adolescente usa questi poteri per diventare un supereroe del suo pianeta d'origine. Insieme ad altri ragazzi dotati di superpoteri fonda un supergruppo chiamato Uncanny Amazers, il cui fine è proteggere la zona di spazio vicina al suo pianeta natale Xanthu. Alla fine del XXX secolo arriva a visitare la Terra e grazie alla sua fama viene chiamato ad unirsi alla Legione dei Supereroi con il nome di Starboy.

### La reincarnazione di Scalphunter
Sembra che Thom sia la reincarnazione di personaggi del passato che sono stati protettori di Opal City. Il primo di cui si ha notizia è l'eroe del Vecchio west dal nome Brian Savage detto Scalphunter. Si tratta di un avventuriero figlio di coloni europei che viene allevato dagli indiani. Siamo nella seconda metà dell'Ottocento. Verso la fine di quel secolo si ritrova ad essere sceriffo di Opal City e diventa amico dell'essere immortale Shade. Questi assiste alla sua morte in seguito ad una resa dei conti (dicembre 1899). Prima di morire Scalphunter rivela a Shade che un giorno tornerà ad Opal e sarà ancora li per proteggerla. La predizione pare avverarsi quando un secolo dopo nella stessa città opera un detective dal nome Matt O'Dare, un agente corrotto della polizia di Opal. Shade gli è caro amico e non si preoccupa delle attività illecite di Matt e non le rivela neppure ai familiari o allo stesso Jack Knight (Starman VII). Alla fine Matt si redime nella battaglia finale degli Starmen contro The Mist I e Culp (la nemesi di Shade). Con il suo sacrificio contribuisce a salvare la città. Morente rivela alla sua famiglia, a Jack e a Shade che ha una visione di un lontano futuro in cui sarà di nuovo un eroe ed un giorno tornerà ad Opal come Starman. Rivela che il suo nome sarà Tom.

### Periodo da Legionario
Come membro della Legione dei Supereroi si dimostra valoroso e all'altezza delle battaglie da affrontare. In questo periodo si innamora ed è ricambiato nei sentimenti dalla Legionaria Dream Girl (Nura Nel). Nel 2998 il suo Pianeta Xanthu viene minacciato da una nube scura che si ingrandisce e ingloba ogni cosa vi si trovi di fronte. Viene subito mandato ad investigare con una pattuglia della Polizia Scientifica e la Legionaria Shadow Lass (Umbra). Dalla nube, chiamata Dark Colossus fuoriesce un'astronave terrestre proveniente dal passato. A bordo incontra Jack Knight (Starman VII), Mikaal Tomas (Starman III) e un ologramma di Ted Knight (Starman I). Riconosce Jack e Ted come leggendari eroi del passato che hanno portato il nome Starman e apprende che sono finiti lì per caso a seguito di un'anomalia spazio temporale causata dalla nube. Jack e Mikaal decidono di aiutare Lui e Umbra nel tentativo di raggiungere il cuore di questa minaccia e sventarla prima che l'intero pianeta vi sparisca all'interno. Il loro viaggio dura diversi giorni e subiscono numerosi attacchi da esseri spettrali composti dalla stessa sostanza del Dark Colossus. Grazie all'uso della Cosmic Rod e della tenacia di Thom e Umbra raggiungono il centro dell'anomalia e scoprono trattarsi di Shade, un ex-supercriminale residente ad Opal City ed amico di Jack. Questi rivela di essere stato infettato da un cancro che a metà del XXI secolo gli ha fatto perdere il controllo dei suoi poteri. Essendo diventato una minaccia per al Terra si è spostato in un'altra dimensione da cui è emerso nel futuro ed è da qui che ha cercato l'aiuto di Jack in quanto solo la Cosmic Rod può eliminare la sua malattia. Starman VII usa l'energia stellare della Cosmic Rod combinata a quella di Mikaal per curare Shade e far svanire l'enorme massa scura. Shade decide di rimanere nel XXX secolo e rivela a Thom Kallor (Starboy) che è destinato a viaggiare indietro nel tempo al XXI secolo ed assumere il ruolo di Starman dopo Jack Knight. Thom decide di non parlarne ai suoi compagni legionari e apprende che una volta tornato indietro nel tempo dovrà cambiare il suo nome in Danny Blaine per mantenere segreta la sua identità alle persone che lo conosco nel periodo attuale.

### Espulsione dalla Legione dei Supereroi
Thom commette un crimine imperdonabile per un membro della Legione: commette un omicidio. Si tratta di auto-difesa in quanto uccide Kenz Nuhor, che innamoratosi di Dream Girl cerca di porre fine alla vita di Starboy. Nonostante questo Thom viene espulso dalla Legione dei Super-Eroi e si unisce alla Legione degli Eroi Sostituti. Decide di lasciare momentaneamente la Terra e tornare su Xanthu. Brainiac 5 lo sceglie per compiere una missione segreta nel passato.

### Viaggio nel passato
Come gli è stato predetto da Shade, Thom torna indietro al XXI secolo, nel nostro tempo presente. Per l'occasione Brainiac 5 gli realizza un nuovo costume che risulta essere una mappa interdimensionale per le 52 terre parallele del Multiverso. Non è chiaro se per errore o per volere di Brainiac, Thom prima di arrivare su Terra 0 (luogo dove si svolge la continuity degli albi DC Comics) si ritrova in una Terra alternativa (Terra-22). Si tratta del luogo dove sono avvenuti i fatti descritti nella miniserie Kingdom Come. Da qui riesce comunque a raggiungere Terra 0. Il problema è che Thom soffre di una forma borderline di schizofrenia e senza le medicine a disposizione nel XXX secolo non riesce più a ragionare lucidamente e a elaborare pensieri coerenti. Nonostante ciò viene preso come membro della rinata Justice Society of America con il nome di Starman VIII. Durante i periodi di inattività viene ricoverato nell'Ospedale psichiatrico Sunshine Sanital. Oltre ai medici si occupa di lui lo stesso Dottor Mid-Nite. Durante i suoi vaneggiamenti ripete ossessivamente "52". Di fronte alla morte di Mr.America, perde il controllo dei suoi poteri sulla gravità. Si sente a disagio nei confronti di un omicidio e rivive il suo passato citando il nome Kenz Nuhor, la violazione del codice della Legione e la votazione con la quale fu espulso (10 contro 9). I suoi compagni della Justice Society riescono a calmarlo senza però capire il significato di ciò che dice.

### Gog
Durante una missione con la Justice Society crea un Buco Nero in miniatura per assorbire l'energia sprigionata da un demone di nome Goth. Così facendo, apre un portale dimensionale che porta sulla Terra il Superman della realtà alternativa denominata Terra-22 (Earth-22). Thom rivela di esserci già stato nel suo viaggio dal futuro al presente. Si tratta di un mondo dove la Justice Society non si è mai riformata e i super-eroi non hanno avuto una guida morale. Questo porta all'arrivo di un supereroe di nome Magog che crea un disastro in cui muoiono milioni di persone. Il Superman che arriva da tale dimensione è più anziano di circa 20 anni rispetto al Kal-El della nostra realtà ed è amareggiato per la morte di Lois Lane e il suo fallimento nel proteggere la sua Terra. Entra a far parte momentaneamente della JSA e li aiuta nel sconfiggere il Magog che si trova nella nostra dimensione e l'essere alieno che lo ha creato: il Dio Gog. All'inizio questa entità sembra benevola ed essa stessa distrugge Magog (William Matthews) e cura Thom Kallor dalla sua schizofrenia. Si scopre però che Gog è in realtà un essere parassita che consuma la stessa Terra. Superman di Terra-22 e Starman VIII riescono ad abbatterlo. Thom apre un portale dimensionale per portarlo ai confini dell'Universo e imprigionarlo nel Source Wall. Le conseguenze sono che tutte le sue opere ritornano come erano e Thom rimane malato di schizofrenia. Superman di Terra-22 gli chiede di rimandarlo nella sua dimensione e Starman VIII, in un momento di lucidità riesce a individuarne le coordinate sul suo costume. Lo rimanda nel suo universo dove avrà la possibilità di riparare agli errori fatti.

## Action Figures
La Dc Direct ha prodotto un Action Figure di Thom Kallor con il costume di Starman VIII, in vendita da aprile 2009. Il soggetto si basa sul Design creato per il personaggio da Alex Ross e fa parte di una prima serie di prodotti dedicata ai membri della Justice Society. Nella confezione si trova anche una testa smontabile alternativa con il volto senza maschera e il viso di Thom Kallor. Di questa serie di action figures (Justice Society of America Series 1 Action Figures) fanno parte anche Flash (Jay Garrick), Lanterna Verde (Alan Scott), Sandman.

## Cronologia delle apparizioni come Starman VIII
- Kingdom Come n. 2, giugno 1996, di Mark Waid (testi), Alex Ross (disegni). Si tratta della prima apparizione di Thom Kallor/Starboy con il nuovo costume concepito graficamente dall'artista Alex Ross. Dal punto di vista narrativo sarà ripreso e ridefinito come nuovo Starman dall'autore James Dale Robinson.
- Starman (vol. 2) n. 50, febbraio 1999, di James Dale Robinson - David S. Goyer (testi), Peter Snejbjerg (matite), Wade Von Grawbadger - Keith Champagne (chine). Nel futuro del XXX secolo, Shade rivela a Thom Kallor che un giorno tornerà indietro nel tempo al XXI secolo e sarà il nuovo Starman. A pagina 36 si vede come sarà Starboy quando diverrà il nuovo Starman. Si tratta dello stesso personaggio visto in Kingdom Come n. 2. Ma adesso l'autore Robinson gli dà un'identità che non era stata rivelata finora.
- Starman (vol. 2) n. 79, luglio 2001, di James Dale Robinson - David S. Goyer (testi), Peter Snejbjerg (disegni). Jack Knight incontra per la prima volta Thom Kallor con l'identità e il costume di Starman VIII. Siamo nel primo giorno dell'anno 1952 e Thom ha viaggiato nel passato per riportare Jack al suo presente.
- Starman (vol. 2) n. 80, agosto 2001, di James Dale Robinson (testi) - Peter Snejbjerg (disegni). Thom Kallor riporta Jack nel presente e gli rivela che un giorno sarà il nuovo Starman di questa epoca. Ora sta per tornare nel XXXI secolo dove sa già che morirà. Questo viaggio nel tempo è l'ultimo compito che doveva compiere prima della fine. Ci tiene però a precisare che ciò che lui ha vissuto potrebbe essere una realtà alternativa, quindi incoerente a ciò che deve succedere nel futuro di Starman (a partire dal presente di Jack).
- Justice Society of America n. 1, febbraio 2007, di Geoff Johns (testi) - Dale Eaglesham (matite) - Art Thibert (chine). Thom Kallor viene inserito nella continuity corrente come Starman VIII. L'autore G.Johns lo adotta come membro della nuova Justice Society e mette le basi per il futuro sviluppo del personaggio.
- Justice Society of America n. 2, marzo 2007, di Geoff Johns (testi) - Dale Eaglesham (matite) - Ruy Josè (chine). Thom rivela di venire da un lontano futuro ma, prima di arrivare nel nostro presente, si è ritrovato in una realtà alternativa (quella descritta in Kingdome Come). In questo albo vengono riprese quindi le premesse narrative del personaggio così come impostate da James Dale Robinson. La copertina dell'albo (versione regolare) ha come soggetto Starman VIII ed è realizzata da Alex Ross.